# Haakon VII-land
Haakon VII-land (Noors: Haakon VII Land) is een landstreek op het eiland Spitsbergen, dat deel uitmaakt van de Noorse eilandengroep Spitsbergen.
Het gebied wordt aan de noordzijde begrensd door de Noordelijke IJszee, in het oosten door het fjord Woodfjorden en de gletsjer Vonbreen, in het zuiden door de gletsjers Holtedahlfonna, Kronebreen en monding Kongsvegen, in het zuidwesten door de fjorden Kongsfjorden, Krossfjorden en Lilliehöökfjorden, en in het noordwesten door de gletsjers Lilliehöökbreen en Raudfjordbreen en de fjorden Klinckowströmfjorden en Raudfjorden. Ten noordwesten ligt het Albert I-land, aan de overzijde van het fjord aan de oostzijde het Andréeland, ten zuidoosten het James I-land en in het zuidwesten aan de overzijde van het fjord het Oscar II-land.
Het noordwestelijk deel ligt in Nationaal park Nordvest-Spitsbergen.
Het gebied is vernoemd naar koning Haakon VII van Noorwegen.